# Генерал-лейтенант (Шри-Ланка)
Генерал-лейтенант (англ. Lieutenant-General) —- это высшее военное звание в сухопутных войсках Шри-Ланки. Оно соответствует российскому званию генерал-полковник, так как на Шри-Ланке к генеральским званиям приравнивается бригадир, по классификации НАТО — OF-8. С 1970-х это звание присваивается только командующему армией.
Генерал-лейтенант выше генерал-майора, хотя майор старше лейтенанта. В ВМФ Шри-Ланки ему соответствует звание вице-адмирал, в ВВС Шри-Ланки — маршал авиации. На погоне — герб Шри-Ланки над скрещёнными кастане.